# Siphlonisca
Genre
Siphlonisca est un genre d'insectes appartenant à l'ordre des Éphéméroptères.

## Liste d'espèces
Selon BioLib (16 juillet 2025) et ITIS (16 juillet 2025) :
- Siphlonisca aerodromia Needham, 1909